# Ernest Island
Ernest Island ist eine kleine Insel im Süden von Stewart Island, Neuseeland.

## Geographie
Die Insel befindet sich rund 150 m östlich einer Halbinsel, die östlich des South Arm genannten Meeresarms, im Süden von Stewart Island liegt. Die Insel bildet den Abschluss des Small Craft Retreat, einem rund 1,6 km langen Meeresarm der Halbinsel, der sich zum Pazifischen Ozean hin öffnet. Mit einer Größe von rund 15,9 ha verfügt die Insel über eine Ausdehnung von 575 m × 573 m und misst an ihrer höchsten Stelle 64 m.
Die Insel ist mit Wald, Büschen und Gras bewachsen.